# Tachyphyle pigraria
Tachyphyle pigraria là một loài bướm đêm trong họ Geometridae.